# Opta data Gruppe
Die opta data Gruppe ist ein Unternehmen für IT, Abrechnung und Services im Gesundheitswesen. Sie beschäftigt an 19 Standorten in Deutschland und Österreich über 2.500 Mitarbeiter. Der Firmenhauptsitz ist in Essen. Zu den nahezu 60.000 Kunden zählen unter anderem Pflegedienste, Ärzte und Krankenhäuser.

## Unternehmen
Das 1970 von dem Optiker Hans-Jürgen Sürth und dem Steuerberater Karl-Heinz Windhaus gegründete Familienunternehmen opta data wird auch heute noch von den Gründern und deren Nachfolgern geführt. Zweck der Gründung war die Vereinfachung der Rezeptabrechnung für Leistungserbringer aus dem Gesundheitswesen durch den Einsatz von moderner Computertechnik. Anfangs lag der Schwerpunkt bei Optikern, woraus sich der Unternehmensname ableitet: „Optiker“ und „Datenverarbeitung“. Die Abrechnungsprozesse, die Entwicklung der Software und die Geschäftsbereiche wurden in der Folgezeit auch auf Branchen außerhalb der Gesundheitsberufe ausgeweitet. 1977 eröffnete eine Niederlassung in Linz/Österreich. Es folgten erste deutsche Niederlassungen in Hamburg, Oldenburg, Genthin, München, Erfurt und Chemnitz. Inzwischen bieten die verschiedenen Gesellschaften der opta data Gruppe neben Abrechnungsservices auch eine bankenunabhängige Finanzierung, digitale Kommunikationsprodukte, wie digital signage und Kundenzufriedenheitsumfragen und Telefonmarketing an.

## Unternehmenszahlen
Die Muttergesellschaft opta data Abrechnungs GmbH erzielte im Jahr 2019 einen Erlös von 154,6 Mio. Euro (Vorjahr: 144,5 Mio. Euro). In das Ergebnis dieses Konzernabschlusses sind sechs Tochterunternehmen mit Sitz im Inland einbezogen, an denen eine Beteiligung von mehr als 50 % besteht. Der Jahresüberschuss nach Steuern beläuft sich auf 18,4 Mio. Euro (Vorjahr: 19,2 Mio. Euro).